# Артур і Мініпути
«Артур і Мініпути» (фр. Arthur et les Minimoys, англ. Arthur and the Invisibles) — французький анімаційний кінофільм створений за мотивами однойменної книги Люка Бессона. Прем'єра фільму в кінотеатрах України відбулась 22 березня 2007 року. Дистриб'ютор фільму в Україні — «Сінерґія».

## Сюжет
Маленький хлопчик на ім'я Артур живе разом зі своєю бабусею. Вони трішки відірвані від цивілізації. Життя хлопчика можна було б назвати чудовим, як би не деякі обставини. Його дідусь зник безвісти при загадкових обставинах, а їхній будинок хочуть забрати кредитори за численні борги. І єдиний вихід з такої складної ситуації — знайти скарб, який дідусь заховав у саду. У пошуках цього скарбу хлопчик потрапляє в чарівний світ маленьких людей — мініпутів, які живуть якраз у його чудесному садку. Тут для хлопчика й розпочинаються справжні пригоди в новому світі…

## Ролі озвучили
- Фредді Гаймор — Артур
- Міа Ферроу — бабуся Артура
- Рон Кроуфорд[en] — дідусь Артура
- Пенні Белфур[en] — мати Артура
- Дуглас Ренд (Doug Rand) — батько Артура
- Адам ЛеФевр[en] — пан Давідо
- Мадонна — принцеса Селенія (англ. мовою, в оригіналі озвучувала Мілен Фармер)
- Джиммі Феллон — принц Барахлюш
- Роберт Де Ніро — Король Мініпутів
- Гарві Кейтель — Міро
- Ерік Пер Салліван — Міно
- Чез Палмінтері — працівник вокзалу
- Snoop Dogg — Макс
- Девід Боуї — Імператор Урдалак
- Джейсон Бейтман — принц Темрякос

## Касові збори
Під час показу в Україні, що розпочався 22 березня 2007 року, протягом перших вихідних фільм зібрав $50,708 і посів 6 місце в кінопрокаті того тижня. Фільм залишився на шостій сходинці українського кінопрокату наступного тижня і зібрав за ті вихідні ще $28,756. Загалом фільм в кінопрокаті України пробув 2 тижні і зібрав $119,234, посівши 95 місце серед найбільш касових фільмів 2007 року.